# Камыш лесной
Камы́ш лесно́й (лат. Scírpus sylváticus) — многолетнее влаголюбивое растение родом из Евразии, вид рода Камыш семейства Осоковые (Cyperaceae).

## Ботаническое описание

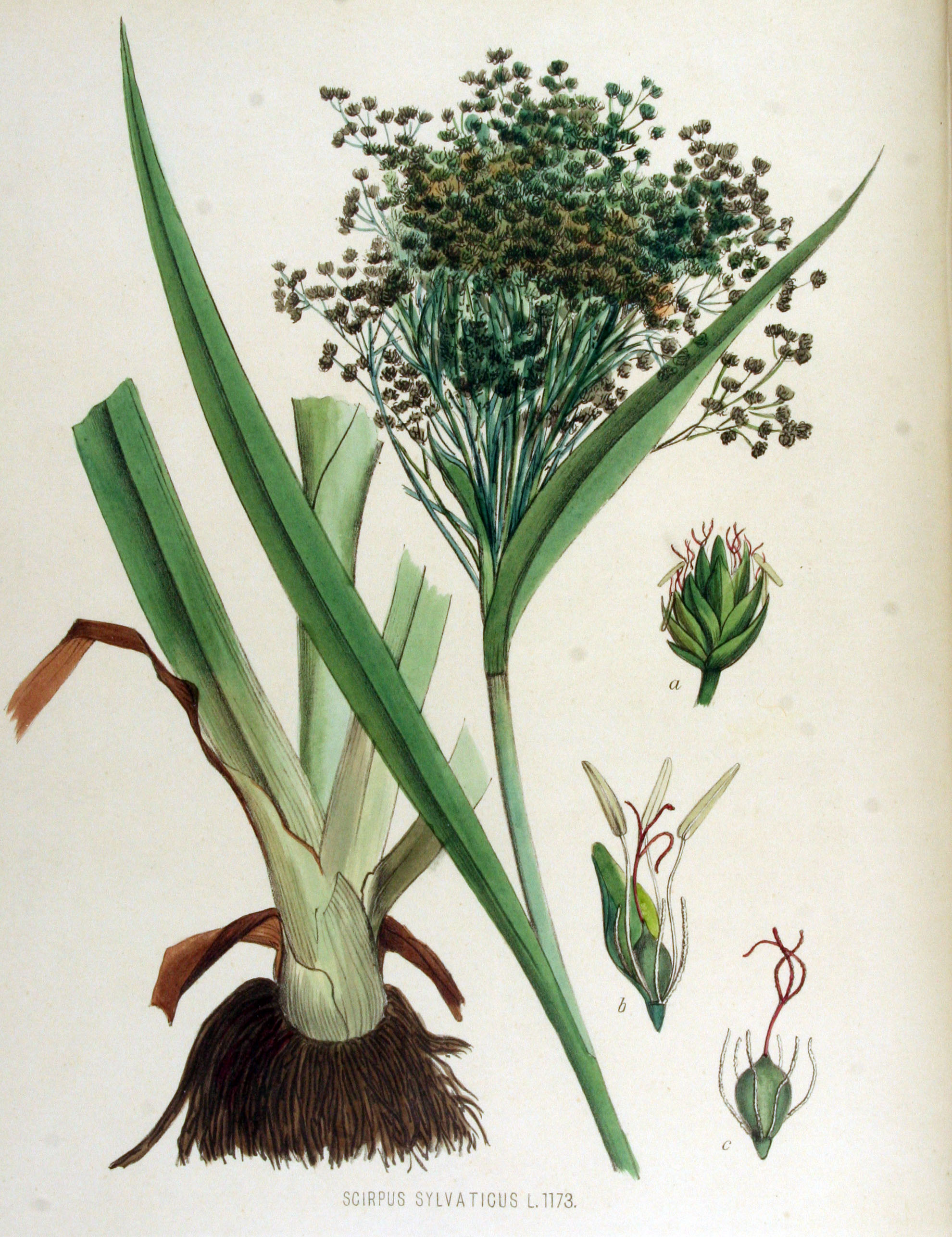

Многолетник с укороченным горизонтальным или дуговидным корневищем. Стебли олиственные, достигают 30—120 см в высоту, трёхгранные, голые, в верхней части по граням шершавые, не пригибаются к земле и не укореняются. Листья широколинейной формы, шершавые по краям и средней жилке снизу, до 2 см шириной.
Соцветие верхушечное, раскидистое, сильно ветвистое, 10—20 см длиной, со множеством яйцевидных колосков 3—4 мм длиной, собранных на концах веточек по 3—5. Прицветных листа 3—4, они широколинейные, нижний из них превышает по длине соцветие. Кроющие чешуи черновато-зелёные, черноватые, с зелёной средней жилкой, по краям плёнчатые. Околоцветные щетинки в числе 6, прямые, длиннее плода.
Плоды — обратнояйцевидные трёхгранные орешки 1—1,2 мм длиной.

## Распространение
Широко распространённый в Евразии вид, весьма обычен в Европейской части России и в Южной Сибири. Встречается во влажных местах — по болотам, по берегам водоёмов, в заболоченных лесах и на влажных лугах.
В Северной Америке отсутствует, заменяется видами Scirpus expansus Fernald и Scirpus microcarpus J.Presl & C.Presl, часто гибридизующими между собой.

## Значение и применение
Молодые побеги хорошо поедаются северным оленем (Rangifer tarandus).

## Таксономия и систематика

### Синонимы
- Cyperus sylvaticus (L.) Missbach & E.H.L.Krause, 1900
- Nemocharis sylvatica (L.) Beurl., 1853
- Schoenus sylvaticus (L.) Bernh., 1800
- Scirpus gramineus Neck., 1768
- Scirpus latifolius Gilib., 1792, nom. inval.
- Seidlia jechlii Opiz, nom. inval.
- Seidlia sylvatica (L.) Opiz, 1826
- Taphrogiton sylvaticum (L.) Montandon, 1868